# ویلهلم گایگر
ویلهلم لودویگ گایگر (به آلمانی: Wilhelm Ludwig Geiger) (زادهٔ ۱۸۵۶ - درگذشته ۱۹۴۳) ایرانشناس، هندشناس و خاورشناس آلمانی بود. زمینهٔ کاری او زبان‌های ایرانی و هندی بود. او متخصص زبان‌های پالی و دیوهی - از زبان‌های مالدیو - بود.
وی در سال ۱۸۵۶ در نورنبرگ به دنیا آمد. بر اثر برخورد و دوستی با پروفسور اشپیگل در مدرسهٔ عالی زبان‌شناسی، با کتاب‌های سانسکریت و اوستا آشنا و بعد رشتهٔ تخصصی خود را در زمینهٔ اوستا ادامه داد. مهم‌ترین کتاب وی به زبان آلمانی تمدن ایرانیان خاوری در دوران باستان است.
او در ۱۸۹۵ برای یادگیری زبان به سیلان سفرکرد. به پاس پژوهش‌هایش در سیلان دولت سری لانکا در ۱۹۸۹ تصویر او را بر یک تمبر به چاپ رساند.
هانس گایگر فیزیکدان و مخترع شمارشگر گایگر پسر او بود.

## کتابشناسی
- دستور زبان سینهالی
- ترجمهٔ مهاوامسا روزشمار بزرگ سیلان
- زبان و ادبیات پالی
- روزنامه و سفرنامهٔ سیلان
- مطالعات زبانشناسانهٔ مالدیوی
- زمینهٔ زبان‌شناسی ایرانی
- Geiger, w:Civilisation of the Eastern Iranians in Ancient Times. 2, Vol.London, 1885, 1886